# 平成おんな組
平成おんな組（へいせいおんなぐみ）は1993年にテレビ東京系で放送されたバラエティー番組「平成女学園」の中で結成された三人組女性アイドルグループである。同年、シングル『ビバ!結婚!』をリリースし、歌謡ゴールデン大賞でシルバー賞を獲得した。その後解散。

## 来歴
1991年にスタートしたセクシーバラエティ番組・平成女学園に出演していた長谷川恵美、結木さおりにソロ歌手としてデビューしていた斉藤恵子を加えて結成。
唯一のCDとなった「ビバ!結婚!」は秋元康作詞である。当時乱立したセクシーアイドルグループとして雑誌等には取り上げられていたが、歌唱力のある斉藤がセンターでメインボーカルを務めた。
衣装はサテン地の着物をイメージしたもので露出は特に少なかった。テレビの企画で水着姿になる程度であった。

## メンバー
- 斉藤恵子 衣装：ピンク（前後もソロ歌手として活動、地元でカラオケ教室を運営[1]）
- 長谷川恵美 衣装：ブルー（その後、長谷川エミとして更にLADY'S.Jrの3人組でも写真集を出す）
- 結木さおり 衣装：イエロー（その後、長井槇子として女優活動）

## テレビ
- 平成女学園（テーマ曲にもなっていた）
- スーパーJOCKEY（日本テレビ系）
- オールスター感謝祭（TBS系）
- ダウンタウンの裏番組をブッ飛ばせ!!'94（日本テレビ系）